# توریبیو (کائوکا)
توریبیو (کائوکا) (به اسپانیایی: Toribío, Cauca) یک سکونتگاه مسکونی در کلمبیا است که در بخش کائوکا واقع شده‌است.